# Mascarenotus sauzieri
Mascarenotus sauzieri, conhecida como coruja-de-maurício, é uma espécie extinta de ave que era endêmica das ilhas Mascarenhas, em Maurício. É conhecida graças a uma coleção de ossos subfósseis do pântano Mare aux Songes, um esboço detalhado feito por de Jossigny em 1770, uma descrição não menos detalhada por Desjardins de uma ave abtida em 1836, e uma série de breves relatos sobre corujas, o primeiro dos quais de Van Westzanen em 1602 e Matelief em 1606.